# Sócrates, o Bom
Sócrates, o Bom (em Grego, Chrestus) foi um usurpador do trono da Bitínia, ou, segundo outras versões, o rei legítimo da Bitínia cujo trono foi usurpado por seu irmão, Nicomedes IV da Bitínia.

## Biografia
Sócrates era filho de Nicomedes III da Bitínia com uma concubina de nome Hagne, de Cízico. Nicomedes IV era mais velho que Sócrates.
De acordo com Apiano, Sócrates era o legítimo rei da Bitínia, cujo trono foi usurpado pelo seu irmão, Nicomedes IV, filho de Nicomedes, filho de Prúsias II, e recebeu o apoio de Mitrídates, que colocou um exército a seu serviço. De acordo com Memnon de Heracleia, quando o senado romano apontou Nicomedes, filho de Nicomedes e Nysa como rei da Bitínia, Mitrídates VI do Ponto apoiou Sócrates, chamado de Chrestus, como rival de Nicomedes.
Durante a guerra civil entre Mário e Sula, Mitrídates enviou seu general Arquelau com 40.000 soldados de infantaria e 10.000 de cavalaria contra a Bitínia, e derrotou Nicomedes, que escapou com poucos companheiros.
Quando o Senado Romano declarou guerra contra Sócrates, Mitrídates o assassinou, para agradar Roma.